# 甲巰咪唑
甲巰咪唑（methimazole、thiamazole），是抗甲狀腺藥，屬於硫代酰胺類藥物。甲巰咪唑的主要副作用和丙硫氧嘧啶類似，包括有粒細胞缺乏症及肝炎等。

## 醫療使用
甲巰咪唑是治療甲状腺功能亢进症（像是弥漫性毒性甲状腺肿）的藥物，在進行甲狀腺手術前，也會讓患者服用甲巰咪唑來降低甲状腺激素濃度，也減少甲状腺激素調整過程中的的副作用。在獸醫學中，也會用甲巰咪唑來治療貓的甲狀腺功能亢進症。

## 不良反應
在服用甲巰咪唑時，需注意是否有像是發燒或是喉嚨痛的症狀，這些症狀表示可能有出現粒細胞缺乏症，粒細胞缺乏症是一種罕見但是嚴重的副作用，是因為白血球數量低下（更具體的說法，是缺少中性粒细胞的嗜中性白血球低下）。其鑑別診斷方式是暫停用藥，並且進行全血球計數。若使用重組的人粒细胞集落刺激因子可以幫助其復原。
其他已知的副作用有：
- 皮膚紅疹
- 發癢
- 異常落髮
- 胃部不適
- 嘔吐
- 食慾不佳
- 異常感覺（刺痛、针刺痛、灼熱、緊繃）
- 流汗
- 关节痛及肌肉痛
- 想睡
- 頭暈
- 血小板計數減少（血小板減少症）
- 先天性皮膚發育不全（英语：aplasia cutis congenita）（產前暴露）
- 甲状腺肿（產前暴露）
- 後鼻孔閉鎖（英语：choanal atresia）（妊娠前三個月暴露）

## 藥物交互作用
若是有以下情形的患者，服用甲巰咪唑會有不良影響：:
- 服用抗凝剂，例如华法林、糖尿病藥物、地高辛、茶碱（Theobid, Theo-Dur）及維生素藥物。
- 曾經有血液疾病，例如白細胞減少、血小板減少或是再生障礙性貧血，或是有肝臟疾病（例如肝炎、黃疸）。
- 懷孕（或是計劃懷孕）的女性，或是正在母乳哺育的女性。

## 作用機制
甲巰咪唑會抑制甲状腺过氧化物酶的作用。正常情形下甲状腺过氧化物酶會將碘離子（I−）氧化成碘（I2）、次碘酸（HOI）、酶聯低碘酸鹽（EOI），這些可以在激素前體甲狀腺球蛋白中的酪氨酸殘基中加入碘，這是合成三碘甲狀腺原氨酸（T3）及甲狀腺素（T4）的重要步驟。
甲巰咪唑不會抑制卵泡細胞基底膜上鈉依賴性碘轉運蛋白的作用，要有像高氯酸盐或是硫氰酸盐等競爭性的抑制劑才能抑制該作用。
甲巰咪唑會作用在CXCL10。